# Thomas Savundaranayagam

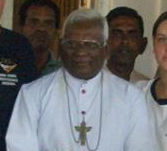
Thomas Savundaranayagam (2005)

Thomas Savundaranayagam (* 22. Juli 1938 in Kayts, Sri Lanka) ist ein römisch-katholischer Geistlicher und emeritierter Bischof von Jaffna.

## Leben
Thomas Savundaranayagam empfing am 21. Dezember 1963 die Priesterweihe für das Bistum Jaffna.
Papst Johannes Paul II. ernannte ihn am 24. Januar 1981 zum Bischof von Mannar. Der Bischof von Jaffna, Jacob Bastiampillai Deogupillai, spendete ihm am 30. Juli desselben Jahres die Bischofsweihe; Mitkonsekratoren waren Nicholas Marcus Fernando, Erzbischof von Colombo, und Frank Marcus Fernando, Bischof von Chilaw.
Am 6. Juli 1992 wurde er zum Bischof von Jaffna ernannt. Papst Franziskus nahm am 13. Oktober 2015 seinen altersbedingten Rücktritt an.